# Stenopterus mauritanicus
Stenopterus mauritanicus là một loài bọ cánh cứng trong họ Cerambycidae.